# Вышемир (Речицкий район)
Вышеми́р (бел. Вышамі́р) — агрогородок (ранее-деревня) в Речицком районе Гомельской области Белоруссии. Административный центр Вышемирского сельсовета

## География

### Расположение
В 50 км на юг от районного центра и железнодорожной станции Речица (на линии Гомель — Калинковичи), 90 км от Гомеля.

## Транспортная сеть
Транспортные связи по просёлочной, затем автомобильной дороге Хойники — Речица. Планировка состоит из криволинейной улицы, близкой к широтной ориентации, к которой с севера присоединяются 2 короткие улицы. Застройка деревянная, неплотная, усадебного типа. В 1986 году построено 50 кирпичных, коттеджного типа, домов, в которых разместились переселенцы из загрязнённых радиацией мест в результате катастрофы на Чернобыльской АЭС.

## История
По письменным источникам известна с XIX века как селение в Холмечской волости Речицкого уезда Минской губернии. В 1876 году дворянин Ясинский владел в деревне и окрестностях 760 десятин земли. Согласно переписи 1897 года действовали часовня, хлебозапасный магазин.
С 8 декабря 1926 года центр Вышемирского сельсовета Холмечского, с 4 августа 1927 года Речицкого районов Гомельского (до 26 июля 1930 года) округа, с 20 февраля 1938 года Гомельской области. В 1930 году действовала школа. В 1930 году организован колхоз имени К. Я. Ворошилова, работали ветряная мельница и кузница. Во время Великой Отечественной войны 6 февраля 1943 года оккупанты полностью сожгли деревню и убили 103 жителей. В ноябре 1943 года при освобождении деревень Вышемир и Семёновка погибли 187 советских солдат, в их числе Герой Советского Союза Т. Ниязмамедов (похоронены в братской могиле около здания исполкома сельсовета). 46 жителей погибли на фронте. В 1962 году к деревне присоединена соседняя деревня Грушевка. Согласно переписи 1959 года центр колхоза имени XXII съезда КПСС. Действуют средняя школа, Дом культуры, библиотека, фельдшерско-акушерский и ветеринарный пункты, столовая, магазин, детские ясли-сад, отделение связи.
В состав Вышемирского сельсовета входили: до середины 1930-х годов — в. Заскорье, хутора Коданов, Козье, в первые послевоенные годы — посёлки Грушевка, Дуброва, до 1968 года — хутор Городняки, до 1983 года — посёлок Бережистое (в настоящее время не существуют).

## Население

### Численность
- 2004 год — 176 хозяйств, 491 житель.

### Динамика
- 1862 год — 14 дворов, 51 житель мужского пола.
- 1897 год — 34 двора, 240 жителей (согласно переписи).
- 1908 год — 43 двора, 305 жителей.
- 1930 год — 99 дворов, 542 жителя.
- 1940 год — 120 дворов, 580 жителей.
- 1959 год — 544 жителя (согласно переписи).
- 2004 год — 176 хозяйств, 491 житель.

## Культура
- Дом культуры
- Краеведческий музей ГУО «Вышемирская средняя школа Речицкого района»

## Достопримечательность
- Памятник воинам-освободителям Вышемира

## Известные уроженцы
- И. Д. Прохоренко — доктор экономических наук, профессор, заслуженный работник высшей школы БССР.